# Asmat

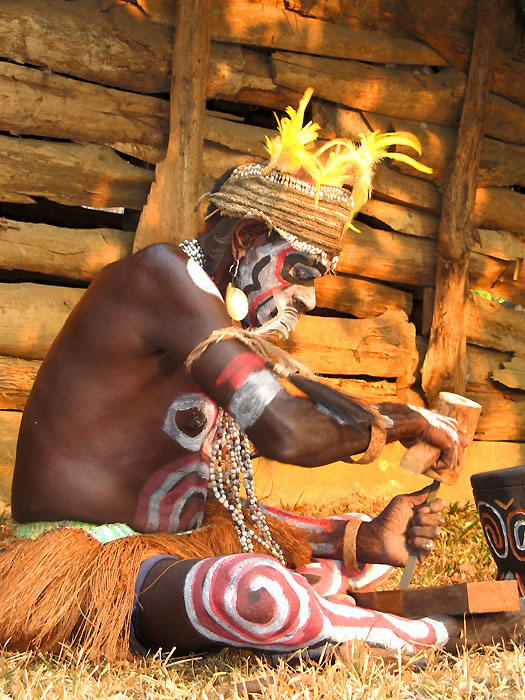
Orang Asmat

Die Asmat (Volk des Baumes) sind eine Ethnie mit etwa 65.000 Angehörigen (Stand: 1995), die im Süden des indonesischen Teils der Insel Neuguinea in der Provinz Papua Selatan ein Gebiet von der Größe Belgiens bewohnt. In das Gebiet ragt der Lorentz-Nationalpark hinein. Asmat ist alluviales Schwemmland, mit einem sumpfigen weit- und tiefverzweigten Flusslabyrinth sowie einer gut 200 Kilometer langen Mangrovenküste. Im Westen grenzt das Gebiet der Mimika an, im Osten der Sawi. Im Norden bildet der Südfuß des Maokegebirges einen Sperrriegel.

## Geographie

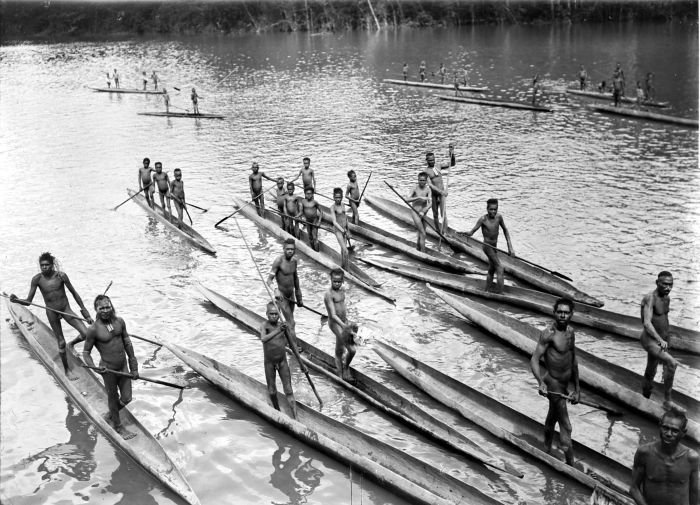
Asmat auf dem Lorentz

Agats ist der wichtigste und größte Ort im Asmatgebiet. Das Hauptverkehrsmittel über die Flüsse ist der Einbaum, Außenkontakte erfolgen über Charterflüge und sehr unregelmäßigen Schiffsverkehr über die Arafurasee. Entlang der Küste finden sich ausgedehnte Mangrovenwälder. Bei den Gezeitenwechseln kehrt sich die Strömungsrichtung der Flüsse um und bis zu 100 Kilometer ins Landesinnere dringt Brackwasser vor. Das mit der Flut vordringende Salzwasser bildet brackige Sümpfe. Noch weiter landeinwärts gibt es Süßwassersümpfe.

## Körperbau und Sprache
Die Asmat sind von kleinem Wuchs, kräftiger Statur und weisen eine hell- bis dunkelbraune Hautfärbung auf. Einheitlich charakteristische Gesichtsmerkmale sind breit gebildete Nasen und krauses Haar.
Es gibt fünf miteinander verwandte Asmat-Sprachen, die sich wiederum untergliedern in Dialekte und Subdialekte. Der übergreifenden Verständigung dienen das Zentral-Asmat oder die Bahasa Indonesia.

## Ernährung und Umwelt
Die Asmat ernähren sich hauptsächlich vom Fischfang (zahlreiche Fischarten, wie Sägefische und Welse, Krabben, Garnelen und Schalentiere) und daneben von der Jagd. Krokodile, Wasserschlangen, Schildkröten und diverse See- und Wasservögel gehören zum Speiseplan. Mangels Steinen und Fels in der Region liefern die Tiere neben abwechslungsreicher und proteinhaltiger Nahrung auch die Rohstoffe für Werkzeuge, Gerätschaften und Schmuck. Der zunehmend verstärkte Kontakt seit Ende des Zweiten Weltkrieges mit der Außenwelt hat auch Nutztiere wie Hühner und Schweine zu ihnen gebracht. Gartenbau wird seitdem in geringem Umfang betrieben. Ihre Lebensweise ist halbnomadisch, da günstigere Sagogründe, Kriegsbedrohung und andere Ereignisse zur Umsiedlung ganzer Dorfgemeinschaften führen. Die Landschaft wandelt sich zunehmend von einem Brackwasser- zu einem Süßwasser-Sumpfgebiet, was den Artenreichtum der Fische vermindert. Die Jagd auf Säugetiere dehnt sich aus. Wildschweine, Beuteltiere und Flughunde und typische Landvögel werden vermehrt in die Nahrungskette integriert.
Ein weiterer wichtiger Lieferant für Nahrung und Rohstoffe ist die Sagopalme. Ihr Mark wird gestoßen und mit Wasser vermischt zu einem Brei verarbeitet, der, zu Bällchen geformt und geröstet, verspeist wird. Diese Kost wird durch die proteinreichen Larven des Capricorn-Käfers bereichert, die teilweise im Mark der Sagopalme gezüchtet und dem Sagomarkbrei beigemischt werden. Für Nutzwerkzeuge werden die Nibung-Palme (Grabstöcke, Bögen, Pfeilspitzen, Speere), Mangroven (Bauholz und Kampfschilde) sowie die Nipapalme (Matten und Elemente für Dachbedeckungen) herangezogen. Lianen und Rattan liefern Bindungen, Flechtwerk und Bogensehnen. Aus Bambus werden Axtstiele, Blashörner und Wasserbehälter fabriziert.
In Richtung des Landesinneren nehmen sämtliche Ressourcen ab.

## Kleidung und Schmuck
Die Kleidung der Asmat-Männer beschränkt sich oft auf rituellen Körperschmuck. Küstenwärts leben die Männer nackt. Zu festlichen Anlässen ziert der Oberschnabel des Nashornvogels die männliche Scham. Im Landesinneren tragen die Asmat Penisfutterale, die an Größe zunehmend mehr betont werden, je weiter westwärts sie leben. Diese Phallocrypte sind oft aus Fruchthülsen gefertigt.
Die Krieger der Asmat fielen mit martialischen Septum-Piercings, sogenannten „bipane“, auf. Dabei handelte es sich um flache, bis zu mehreren Zentimeter breiten Muschelplatten, deren Form an das Gewaff der Wildschweine erinnert. Um den in der Nasenscheidewand sitzenden Steg wurde dem Tragekomfort wegen ein oft auch wohlriechendes Harz aufgetragen. Andere Schmuckstücke der Asmat für das stark geweitete oder eingeschnittene Septum waren aus Schweineknochen, oder mitunter auch aus dem Schienbein eines getöteten Feindes gefertigt und wurden „ooch“ oder „otsj“ genannt. Diese konnten einen Durchmesser von bis zu 25 Millimetern aufweisen.
Geflochtene Ganzkörpermasken werden bei einem Ritual getragen, bei dem der Verkehr der Masken zwischen Dorf und Wald die Verbundenheit zwischen beiden Räumen stärken soll.

## Ahnenkult
In der Vorstellung und im Ritus der Asmat spielen die Ahnengeister eine wichtige Rolle. Sie werden in den neugeborenen Kindern reinkarniert. Die Schädel der Ahnen werden manchmal verziert und dienen als Alltagsgegenstände, etwa als Kopfstütze beim Schlafen. Die Schädel erlegter Feinde werden dagegen im Männerhaus aufbewahrt. Wer einen Feind tötet, übernimmt dessen Namen und soziale Pflichten.
Die materielle Kultur der Asmat zeichnet sich durch aufwendige Schnitzereien aus. Alltags- und Ritualgegenstände werden mit Ornamenten versehen. Hierzu zählen Paddel, Stoßstangen, Schilde und Speere, aber auch Kanus, welche die Seelen der Verstorbenen in den Ozean geleiten, sowie Ahnenpfähle (siehe das Ahnenpfahlfest). Die traditionelle Schnitzkunst produziert heute auch Kunsthandwerk, das nach außen verkauft wird. Zwischen den Gemeinschaften findet Tauschhandel statt.

## Gesellschaft
Die wichtigste familiäre Gruppe ist ein Clan, der sich um ein Männerhaus (jeu) gruppiert. Hier wohnen die Männer nach dem Verlassen des Elternhauses bis zu ihrer Hochzeit. Die Asmat heiraten außerhalb ihrer Gruppe (Exogamie). Die Ehen wurden früher zwischen den Familien der künftigen Brautleute arrangiert. Brautraub, der oft zu militärischen Auseinandersetzungen führte, gehört ebenso wie die Vielehe (Polygamie) der Vergangenheit an. Heute werden die monogamen Ehen aus freien Stücken geschlossen.
Adoptionen haben die soziale Aufgabe, Spannungen zwischen Clans abzubauen. Dabei kriecht der an Kindes statt Angenommene in einer symbolischen Geburt zwischen den Beinen der Adoptivmutter durch und empfängt dann ein Geschenk von seinem Adoptivvater.
Während sich die äußere Einflussnahme in der niederländischen Kolonialzeit Indonesiens auf die Anlage von Missionsstationen beschränkte, versucht der indonesische Staat, im Gebiet der Asmat Neusiedler aus anderen Landesteilen anzusiedeln. Teilweise wurden die traditionellen Männerhäuser, die das rituelle Zentrum darstellten, zerstört und durch Gemeindehäuser ersetzt.

## Feste und Anschauungen der Asmat
- Ahnenpfahlfest
- Maskenfest
- Religion und Philosophie beim Volk der Asmat
- Kunst und Kultur der Asmat